# 지팡이
지팡이는 가늘고 긴 도구로 손에 지닐 수 있는 도구로 사람의 제3의 다리가 되어 노인이나 장애인, 환자 등 걷기 힘든 사람들이 자주 이용한다. 사람의 다리 길이 정도로, 나무로 만들어지는 경우가 많지만, 드물게 상아와 금속으로 만들어지는 경우도 있다.

## 같이 보기
- 마술 지팡이
- 목발
- 휠체어